# پایالا
پایالا (به سوئدی: Pajala) یک منطقهٔ مسکونی در سوئد است که در بخش پایالا واقع شده‌است. پایالا ۳٫۷۸ کیلومتر مربع مساحت و ۱٬۹۵۸ نفر جمعیت دارد.